# Karel Černý (politik)
Karel Černý (* 12. ledna 1965 Nové Město na Moravě) je český politik, v letech 1998 až 2017 poslanec Parlamentu ČR za Kraj Vysočina, v letech 2017 až 2022 člen Rady ÚSTR, bývalý člen ČSSD.

## Biografie

### Vzdělání, profese a rodina
V roce 1985 odmaturoval na gymnáziu ve Žďáru nad Sázavou. V roce 1989 byl zaměstnán v Okresním muzeu Havlíčkův Brod, v průběhu roku přešel do Okresního muzeu ve Žďáru nad Sázavou, kde pracoval do roku 1992. Roky 1992 – 1993 trávil jako nezaměstnaný a na rodičovské dovolené. S manželkou Evou má syna Tomáše a dceru Evu.

## Politická kariéra
Do ČSSD vstoupil v roce 1992. V letech 1993 – 1996 zastával funkci tajemníka OVV ČSSD ve Žďáru nad Sázavou. V letech 1996 – 1998 působil jako asistent poslance.
Ve volbách v roce 1998 byl zvolen do poslanecké sněmovny za ČSSD (volební obvod Jihomoravský kraj). Mandát obhájil ve volbách v roce 2002, volbách v roce 2006, volbách v roce 2010 a volbách v roce 2013. V letech 1998-2006 byl členem sněmovního výboru pro obranu a bezpečnost, po jeho rozdělení pak v letech 2006-2008 člen výboru pro bezpečnost a v letech 2006-2010 člen výboru pro obranu. V letech 2010-2011 zasedal v opětovně sloučeném výboru pro obranu a bezpečnost a od července 2011 je členem sněmovního výboru pro obranu.
V komunálních volbách roku 1998 neúspěšně kandidoval do zastupitelstva obce Hamry nad Sázavou za ČSSD. Zvolen sem byl pak v komunálních volbách roku 2002, komunálních volbách roku 2006, komunálních volbách roku 2010 a komunálních volbách roku 2014 (na kandidátce byl původně na 10. místě, vlivem preferenčních hlasů se posunul na 2. místo, strana v obci získala 3 mandáty). Později však rezignoval.
Ve volbách do Poslanecké sněmovny PČR v roce 2017 již nekandidoval. V prosinci 2017 byl zvolen členem Rady Ústavu pro studium totalitních režimů. Následně pozastavil členství v ČSSD a v dubnu 2021 ze strany zcela vystoupil, a to po sjezdu strany, na němž obhájil funkci předsedy Jan Hamáček. K tomuto kroku uvedl: „Toto už není sociální demokracie, do které jsem před 28 lety vstupoval. Lidé, kterých jsem si vážil, jako Bohuslav Sobotka, Vladimír Špidla a především někdejší místopředseda Pavel Novák, tam už nejsou.“ Do prosince 2022 zastával funkci člena Rady ÚSTR.
V komunálních volbách v roce 2022 kandidoval jako nezávislý za subjekt „Sdružení nezávislých kandidátů Naše Hamry“, ale neuspěl.